# 奧澤羅 (基韋爾齊區)
50°53′49″N 25°31′56″E / 50.89694°N 25.53222°E
奧澤羅（烏克蘭語：Озеро），是烏克蘭的村落，位於該國西部沃倫州，由盧茨克區負責管轄，始建於1577年，面積3.62平方公里，海拔高度199米，2001年人口690，人口密度每平方公里190.82人。